# Antoinette Kankindi Kagoyire
Antoinette Kankindi Kagoyire, née au Nord-Kivu en République démocratique du Congo en 1950, est une philosophe congolaise, spécialiste de la pensée de Charles Péguy, qui constitue son sujet de thèse en 2008, et dont elle s'inspire,,. Elle est par ailleurs active dans le développement des femmes et leur égalité avec les hommes.

## Biographie
Antoinette Kankindi a passé une licence et un master en droit à l'Université de Kinshasa. Elle est aussi titulaire d'un master et d'un doctorat en gouvernance et culture des organisations obtenus en 2005 et 2008, respectivement, à l'Université de Navarre,. Depuis 2013, elle est Senior Research Fellow et enseigne des cours d'éthique et de philosophie politique à la School of Law de l'université Strathmore de Nairobi, au Kenya.
En 2016-2017, le Fonds d'action d'urgence - Afrique (UAF-Afrique) décide de financer un programme de leadership féminin auquel participent des femmes africaines entrepreneures, politiques, journalistes et scientifiques. En 2017, elle reçoit le prix international Harambee Africa pour la promotion et l'égalité de la femme africaine,,.

## Ouvrages
- (es) Kankindi, Kagoyire, « El fundamento ético de la política de Charles Péguy » [« Le fondement éthique de la politique de Charles Péguy »] (Thèse de doctorat d'université), sur edtb.euskomedia.org, Repositorio de Tesis doctorales, 2008 (consulté le 22 décembre 2023).
- (en) Frans Dokman et Antoinette Kankindi (p. 12 : biographie d'Antoinette Kankindi), Beyond the spirit of Bandung [« Au-delà de l'esprit de Bandung »], Nijmegen, Radboud University Press, 2023, 249 p. (ISBN 9789493296268 et 9493296261, OCLC 1412155265, présentation en ligne, lire en ligne [PDF]).